# 老虎樂隊
老虎樂隊，日本最著名的Group Sounds（GS）樂隊，對日本樂隊文化及偶像文化有極大的影響，被視為GS界中的王者。
1967年2月發行首張單曲（我的瑪莉）後人氣爆發，其後多首作品如《モナリザの微笑》（蒙娜麗莎的微笑）、《君だけに愛を》（只愛你）等風靡日本。
1971年1月24日在日本武道館舉行《The Tigers Beautiful Concert》告別演唱會後解散。1981年11月至1983年期間以「老虎同窗會」名義重組。

## 成員
- 澤田研二（1948年6月25日－）：主音、手鼓、敲擊樂器
- 岸部一德（1947年1月9日－，前名︰岸部修三）：隊長、低音結他、低和音、歌唱
- 加橋克己（1948年2月4日－，1969年3月退出）：主結他、主音、高和音
- 森本太郎（1947年11月18日－）：節奏結他（加橋離開後主結他）、口琴、鋼琴
- 瞳豊（1946年9月22日－，沒有參與老虎同窗會）：鼓
- 岸部四郎（1949年6月7日－2020年8月28日，岸部一德胞弟，入替加橋）：節奏結他、敲擊樂器、歌唱

## 年表

### 1965年
- 1965年，岸部修三（當時未改名）、加橋克己、森本太郎及瞳豊組成「サリーとプレイボーイズ」（Sally and Playboys），在京都市下京區四條通河原町內一間咖啡室「田園」演出，主要演奏The Ventures等電結他器樂曲，後招攬了同在「田園」演出的另一樂隊「サンダース」（Thunders）的樂隊助手兼主音歌手澤田研二加入成為主音歌手，樂隊路線轉成為有主唱及器樂的組合。

### 1966年
- 1966年1月，澤田正式加入，樂隊易名為「ファニーズ」（Funnys，正確寫法有y字），並在大阪府道頓堀的著名爵士樂咖啡室「Number一番」試音合格後，2月開始演奏滾石樂隊等西洋歌曲，3月成立歌迷會，為數約300人。
- 6月，受到披頭四到日本武道館演出的影響，希望往東京發展，之後全部都加入了著名的蜘蛛樂隊[1]的歌迷會的樂隊成員受到田邊昭知（蜘蛛樂隊隊長）開設的事務所的經理人邀請「如果上京不如來蜘蛛製作（現稱為「田邊辦事處」）」，但後來音訊全無。
- 9月，經同在「Number一番」演出的「ブルージーンズ」（Blue Jeans）中的內田裕也串針引線下接觸渡邊製作，10月在「Number一番」內試音成功後正式簽約，成為渡邊旗下藝人。
- 11月9日，乘新幹線到東京，11月15日，首次亮相富士電視台節目《The Hit Parade》(CX系列)，翻唱了Paul Revere & the Raiders的《KICKS》，錄影當日，因為出身關西大阪的關係，被該節目監製兼作曲家椙山浩一命名為「ザ・タイガース」（The Tigers）（取自大阪著名棒球隊阪神Tigers）[2]。

### 1967年
- 1967年1月，老虎樂隊首次參與東京有樂町的《日劇西方嘉年華》演出。
- 2月5日，首張單曲《僕のマリー》（我的瑪莉）面世。此時各成員亦開始有自己的暱稱，澤田研二被稱作Julie（ジュリー）是因為他是英國女歌手茱莉·安德絲（Julie Andrews）的影迷，高個子岸部一德採用了Little Richard的歌曲《Long Tall Sally》中的Sally（サリー），加橋克己的樣子像意大利木偶Topo Gigio故取名Toppo（トッポ），森本太郎的Taro（タロー）是其本名，而瞳豊的樣子和丘比娃娃（Kewpie）相似故取名為Pee（ピー）。
- 5月5日發行的第二張單曲《シーサイド・バウンド》（Seaside Bound）及8月15日發行的第三張單曲《モナリザの微笑》（蒙娜麗莎的微笑）被傳媒廣泛報導，令GS熱潮爆發，樂隊立即成為日本首席偶像組合[3]。

### 1968年
- 1968年1月5日[4]，第四張單曲《君だけに愛を》（只愛你）發行，當澤田唱到「只愛你」時，用手指指向台下歌迷的動作有「黃金的食指」之稱，以致歌迷在演唱會上因瘋狂過度而暈倒的情況時有發生，樂隊人氣爆發。
- 3月10日，在日本武道館舉行《花の首飾り》（花的首飾）發佈會。
- 3月25日，第五張單曲《花の首飾り／銀河のロマンス》（花的首飾／銀河的羅曼史）連續7星期成為公信榜單曲銷量榜第一位，銷量達676,000萬張。
- 4月10日，首套主演的電影《ザ・タイガース 世界はボクらを待っている》（老虎樂隊 世界在等着我們）上映，並於20日發行同名專輯。
- 7月15日，第六張單曲《シー・シー・シー》（C-C-C）登上公信榜單曲銷量榜的第一位共6星期，銷量508,000張[5]。
- 8月12日，日本首個體育館演唱會《The Tigers Show～仲夏夜之祭典》在後樂園球場舉行，約21000人出席。
- 11月25日，精選專輯《Human Renaissance》發行，壓倒性的人氣令樂隊達至GS熱潮的頂點，追星族開始出現[6]。
- 12月19日，第二套主演的電影《ザ・タイガース 華やかなる招待》（老虎樂隊 華麗的招待）在聖誕檔期上映。

### 1969年
- 1969年3月，加橋離隊（事務所自編自導的「加橋失踪」鬧劇被雜誌揭發後，召開記者會作公開道歉）。月中，岸部一德急招在美國留學的弟弟岸部四郎回國。23日，在京都會館舉行「新生Tigers」音樂會。
- 7月12日，在英國拍攝的第三套主演電影《ザ・タイガース ハーイ!ロンドン》（老虎樂隊 Hi! London）上映。
- 此時，由於音樂多樣化，GS熱潮開始減退。
- 12月25日，澤田發表首張個人專輯《JULIE》大獲好評，而其他成員的個人演出亦開始增加。

### 1970年
- 1970年4月26日，在日本萬國博覽會（即世界博覽會）中舉行《The Tigers Show》繼續獲得好評。
- 11月20日，最後一張單曲《誓いの明日》（誓約的明天）發行。
- 12月7日，人氣仍然高企的老虎樂隊宣佈解散。

### 1971年
- 1971年1月24日，在日本武道館舉行《The Tigers Beautiful Concert》告別演唱會，成為日本人首次在武道館的單獨公演（以前的新曲發佈會並不計算在內），老虎樂隊正式解散。

## 重組
老虎樂隊解散後，轉職高中漢文教師的瞳豊並沒有參與任何重組的活動。

### 1981-1983年
- 1981年1月，東京有樂町的日本劇場清拆前所舉行的《再見日劇西方嘉年華》令昔日多隊曾在該處演出的著名GS樂隊再度重聚，老虎樂隊重組演出，加橋克己歸隊。
- 1982年，以「老虎同窗會」的名義再度重組，但是考慮到瞳豊，故採用了有「只要想來的人來到就好」意味的「同窗會」作為重組的名稱，事實上，樂隊本身並沒有用過「重組」的字眼。
- 2月25日，專輯《THE TIGERS 1982》及單曲《色つきの女でいてくれよ》（來個色彩繽紛的女子吧）同日發行，大受歡迎，《色つきの女でいてくれよ》更登上公信榜單曲銷量榜第4位。
- 3月，全國巡迴演唱會展開（6會場8公演），當中包括日本武道館一站。
- 1983，樂隊的單曲、錄像及寫真集等相繼發行。

### 1989年
- 1989年12月31日，首度參與《紅白歌唱大賽》，在紅白40週年紀念大會上與同屬昭和時期的Pink Lady對戰，演唱了《花の首飾り》及《君だけに愛を》。

## 其他名義
- 1971年1月11日，澤田研二和岸部一德與誘惑者樂隊[1]及蜘蛛樂隊[1]部份成員組成新的搖滾樂隊「PYG」。
- 1988年，以森本太郎為中心，集合了往年GS人氣樂隊（The Wild Ones、 The Golden Cups等）的成員組成「Tigers Memorial Club Band」，發行專輯及舉行演唱會。《花の首飾り》被重新錄音，並發行「DAM」機種的卡啦OK，除澤田和瞳豊外，樂隊中四人還親自演出。
- 1989年4月及6月，分別於大阪城會堂及橫濱體育館舉行了《Tigers Memorial Club Band》演唱會[7]，聯合演唱了一些英語歌曲及作個別演出，而老虎樂隊亦擔任了壓軸表演，最後和其他參演者合唱《シーサイド・バウンド》（Seaside Bound）一曲完結。
- 1993年，森本太郎、加橋克己和岸部四郎聯同岩本恭生組成「The Tigers Mania」，並發行了單曲。
- 1997年，森本太郎、岸部一德和澤田研二組成「TEA FOR THREE」，並參與電台廣播。
- 2008年，適逢澤田研二60大壽之際，岸部一德和澤田研二作詞、森本太郎作曲的《Long Good-by》獻給離隊後沒有來往的瞳豊，原版歌曲收於「森本太郎與Superstar」的專輯《J.S.T. ROCK'N'ROLL》內（J.S.T. 是三人暱稱的首個字母），由澤田演繹的版本收錄於其專輯《ROCK'N ROLL MARCH》，並在9月24日播出的NHK節目《SONGS》中演唱。
- 2009年，岸部一德、澤田研二、森本太郎和瞳豊相隔38年重聚，成會歌迷之間的話題。

## 社會現象
澤田研二憑著一雙大眼晴（不像傳統日本男性擁有小眼睛的樣子）及俊朗的樣子令一眾少女們神魂顛倒，擁有極高人氣的他一躍成為當時日本演藝界最具代表性的國民偶像。
不過，由於老虎樂隊參考了披頭四的三七分界的髮型，並成為日本首個長髮男性偶像代表，但當時「長髮與電結他」都被視為不良之物，社會對於「不良」的偏見十分強烈，加上樂隊異常過熱的人氣導致意外頻生，當中包括1967年11月奈良市演唱會內超過30名歌迷的跌倒事故及1968年5月8名高中女學生偽造演唱會門券事件，還有家教會及婦女會在演出場地門外阻止中學生進入會場，負面新聞令NHK電視台禁止老虎樂隊亮相該台節目，當中包括《樂天歌之Album》及《紅白歌唱大賽》（樂隊直到1989年才有機會參與《紅白》40週年的演出） 等著名電視節目，而已為皇牌節目《歌之Grand Show》預先錄影的片段亦以跌倒事故為理由而禁播（亦有指是因為NHK會長前田義德認為長髮等於不潔而否決播放）。之後，由1970年開始作個人演唱的澤田亦要直到1972年正式成為獨立歌手後才可以參與NHK的演出。

## 作品

### 單曲
| -                | 發行日期       | 單曲名稱                   | 譯名                   | 公信榜 排名 | 銷量 (萬張) | 附註                                   |
| 加橋克己在位時期 |                |                            |                        |             |             |                                        |
| 1                | 1967年2月5日   | 僕のマリー                 | 我的瑪莉               | -           | -           |                                        |
| 2                | 1967年5月5日   | シーサイド・バウンド       | Seaside Bound          | -           | -           |                                        |
| 3                | 1967年8月15日  | モナリザの微笑             | 蒙娜麗莎的微笑         | 18          | 3.8         |                                        |
| 4                | 1968年1月5日   | 君だけに愛を               | 只愛你                 | 2           | 39.7        | 公稱銷量超過100萬張                    |
| 5                | 1968年3月25日  | 花の首飾り／銀河のロマンス | 花的首飾／銀河的羅曼史 | 1           | 67.6        | 7週連續1位，年間第6位                  |
| 6                | 1968年7月15日  | シー・シー・シー           | C-C-C                  | 1           | 50.8        | 2週及4週連續1位（合共6週），年間第10位 |
| 7                | 1968年9月25日  | 廃虚の鳩                   | 廢墟的鴿子             | 3           | 30.3        |                                        |
| 8                | 1968年12月1日  | 青い鳥                     | 藍鳥                   | 4           | 33.6        |                                        |
| 9                | 1969年3月25日  | 美しき愛の掟               | 美麗的愛情法則         | 4           | 26.7        |                                        |
| 岸部四郎在位時期 |                |                            |                        |             |             |                                        |
| 10               | 1969年7月5日   | 嘆き                       | 嘆息                   | 8           | 18.2        |                                        |
| 11               | 1969年7月25日  | スマイル・フォー・ミー     | Smile For Me           | 3           | 28.4        |                                        |
| 12               | 1969年11月25日 | ラブ・ラブ・ラブ/君を許す  | Love Love Love／寬恕你 | 18          | 11.6        |                                        |
| 13               | 1970年3月20日  | 都会                       | 都會                   | 10          | 14.4        |                                        |
| 14               | 1970年7月1日   | 素晴しい旅行               | 錦繡旅行               | 15          | 13.4        |                                        |
| 15               | 1970年11月20日 | 誓いの明日                 | 誓約的明天             | 18          | 5.7         |                                        |
| 老虎同窗會時期   |                |                            |                        |             |             |                                        |
| 16               | 1981年11月21日 | 十年ロマンス               | 十年羅曼史             | 20          | 16.4        |                                        |
| 17               | 1982年2月5日   | 色つきの女でいてくれよ     | 來個色彩繽紛的女子吧   | 4           | 42.7        | 年間第19位                             |
| 18               | 1983年3月1日   | 銀河旅行                   | 銀河旅行               | 58          | 2.7         |                                        |

### 專輯

#### 錄音室專輯
| -                | 發行日期       | 專輯名稱                 | 譯名              | 附註                     |
| 加橋克己在位時期 |                |                          |                   |                          |
| 1                | 1968年4月20日  | 世界はボクらを待っている | 世界在等著我們    | 老虎樂隊同名電影原聲專輯 |
| 2                | 1968年11月25日 |                          | Human Renaissance |                          |
| 岸部四郎在位時期 |                |                          |                   |                          |
| 3                | 1970年12月15日 |                          | 自由和憧憬和友情  |                          |
| 老虎同窗會時期   |                |                          |                   |                          |
| 4                | 1982年2月5日   | THE TIGERS 1982          | THE TIGERS 1982   |                          |

#### 現場錄音專輯
| -                | 發行日期      | 專輯名稱            | 譯名                           | 附註                                                                              |
| 加橋克己在位時期 |               |                     |                                |                                                                                   |
| 1                | 1967年11月5日 | THE TIGERS ON STAGE | THE TIGERS ON STAGE            | 1968年8月22日《The Tigers A Go Go》演唱會收錄                                     |
| 岸部四郎在位時期 |               |                     |                                |                                                                                   |
| 2                | 1971年2月20日 | （2枚組）           | The Tigers Sounds in Colosseum | 1970年8月22日田園競技場 《Tigers Show》演唱會收錄                                 |
| 3                | 1971年7月10日 | （2枚組）           | The Tigers Final               | 1971年1月24日日本武道館 《The Tigers Beautiful Concert》告別演唱會收錄            |
| 老虎同窗會時期   |               |                     |                                |                                                                                   |
| 4                | 1982年5月10日 | A-LIVE（3枚組）     | A-LIVE                         | 1982年3月17日日本武道館及 1982年4月4日大阪節日會堂 《A-LIVE》同窗會紀念演唱會收錄 |

#### 精選專輯
| -  | 發行日期       | 專輯名稱                                                              | 譯名                                                     | 附註  |
| 1  | 1970年9月15日  | THE TIGERS AGAIN                                                      | THE TIGERS AGAIN                                         |       |
| 2  | 1974年11月21日 |                                                                       | THE TIGERS 物語Vol.1                                     |       |
| 3  | 1974年11月21日 |                                                                       | THE TIGERS 物語Vol.2                                     |       |
| 4  | 1977年2月21日  |                                                                       | BEST OF THE TIGERS                                       |       |
| 5  | 1982年12月5日  | ザ・タイガース 20 ヒストリー                                          | THE TIGERS 20 HISTORY                                    |       |
| 6  | 1985年9月1日   |                                                                       | THE TIGERS全曲集                                         |       |
| 7  | 1987年12月1日  | ザ・タイガース シングルコレクション                                   | THE TIGERS SINGLE COLLECTION                             | 2枚組 |
| 8  | 1993年11月1日  |                                                                       | THE TIGERS／蒙娜麗莎的微笑                               |       |
| 9  | 1996年11月21日 | ザ・タイガース スペシャル1800                                         | THE TIGERS SPECIAL 1800                                  |       |
| 10 | 1998年11月26日 | J-POPヒットパレード HISTORY OF wp ザ・タイガース ヒット・コレクション | J-POP HIT PARADE HISTORY OF wp THE TIGERS HIT COLLECTION | 2枚組 |
| 11 | 2001年12月19日 | RARE & MORE COLLECTION Ⅰ -THE LIVE HISTORY-                           | RARE & MORE COLLECTION Ⅰ -THE LIVE HISTORY-              |       |
| 12 | 2002年1月23日  | RARE & MORE COLLECTION Ⅱ -ORIGINAL SOUNDTRACKS-                       | RARE & MORE COLLECTION Ⅱ -ORIGINAL SOUNDTRACKS-          | 2枚組 |
| 13 | 2002年3月21日  | RARE & MORE COLLECTION Ⅲ -NOVELTY RECORDS-                            | RARE & MORE COLLECTION Ⅲ -NOVELTY RECORDS-               | 2枚組 |
| 14 | 2003年6月1日   | ザ・タイガース ベスト・セレクション                                   | THE TIGERS BEST SELECTION                                |       |
| 15 | 2003年11月26日 | ザ・タイガース ゴールデン・ベスト                                     | THE TIGERS GOLDEN BEST                                   |       |
| 16 | 2006年1月18日  | プライム・セレクション ザ・タイガース                                 | PRIME SELECTION THE TIGERS                               |       |

### CD-BOX
| - | 發行日期       | 名稱                                                   | 附註   |
| 1 | 1990年12月25日 | THE TIGERS PERFECT CD-BOX                              | 10枚組 |
| 2 | 2000年6月28日  | THE TIGERS PERFECT CD-BOX 1967-1971 MILLENNIUM EDITION | 12枚組 |
| 3 | 2003年6月21日  | THE TIGERS CD-BOX                                      | 5枚組  |

### 其他名義
| - | 發行日期       | 名稱                                           | 譯名                                       | 附註                            |
| 1 | 1981年         |                                                | 再見日劇西方嘉年華                         | 老虎樂隊、澤田研二& Always 名義 |
| 2 | 1988年12月21日 | Tigers Memorial Club Band                      | Tigers Memorial Club Band                  | Tigers Memorial Club Band名義   |
| 3 | 1990年9月25日  | Tigers Memorial Club Band/2 ぼくと、ぼくらの夏 | Tigers Memorial Club Band/2 我和我們的夏天 | Tigers Memorial Club Band名義   |

## 電影
| 公開日         | 監製     | 電影                                    | 譯名                       | 附註               |
| 1967年10月28日 | 和田嘉訓 |                                         | 是漂流者啊！前進前進又前進 | 客串演唱，沒有對白 |
| 1968年4月10日  | 和田嘉訓 | ザ・タイガース 世界はボクらを待っている | 老虎樂隊 世界在等著我們    | 首套主演電影       |
| 1968年12月19日 | 山本邦彦 | ザ・タイガース 華やかなる招待           | 老虎樂隊 華麗的招待        | 第二套主演電影     |
| 1969年7月12日  | 岩内克己 | ザ・タイガース ハーイ!ロンドン          | 老虎樂隊 Hi! London        | 第三套主演電影     |
| 1970年12月31日 | 前田陽一 | 喜劇 右向けェ左!                        | 喜劇 右向左                |                    |

## 外部連結
- 1968-1969 Group Sounds人氣投票 （页面存档备份，存于）
- 老虎樂隊介紹 (英語)